# Amphoe Na Yung
Amphoe Na Yung (Thai: อำเภอ นายูง) ist ein Landkreis (Amphoe – Verwaltungs-Distrikt) im Nordwesten der Provinz Udon Thani. Die Provinz Udon Thani liegt im Isan, der Nordostregion von Thailand.

## Geographie
Benachbarte Landkreise (von Südosten im Uhrzeigersinn): die Amphoe Ban Phue und Nam Som in der Provinz Udon Thani, Amphoe Pak Chom der Provinz Loei, sowie die Amphoe Sangkhom und  Pho Tak der Provinz Nong Khai.

## Geschichte
Na Yung wurde am 1. Januar 1988 zunächst als Unterbezirk (King Amphoe) eingerichtet, indem er vom Amphoe Nam Som abgetrennt wurde. Am 7. September 1995 wurde er zum Amphoe heraufgestuft.

## Sehenswürdigkeiten
- Wat Pa Phu Kon (วัดป่าภูก้อน) – ein buddhistischer Tempel (Wat) mit einer eindrucksvollen Versammlungshalle (Wihan)

## Verwaltungseinheiten

### Provinzverwaltung
Amphoe Na Yung ist in vier Gemeinden (Tambon) unterteilt, die wiederum in 40 Dorfgemeinschaften (Muban) eingeteilt sind. 
| Nr. | Name Tambon | Thai   | Muban | Einw. |
| --- | ----------- | ------ | ----- | ----- |
| 1.  | Na Yung     | นายูง   | 10    | 8.287 |
| 2.  | Ban Kong    | บ้านก้อง | 11    | 7.031 |
| 3.  | Na Khae     | นาแค   | 08    | 4.562 |
| 4.  | Non Thong   | โนนทอง | 11    | 7.911 |

### Lokalverwaltung
Es gibt zwei Kleinstädte (Thesaban Tambon) im Landkreis:
- Non Thong (เทศบาลตำบลโนนทอง), bestehend aus dem gesamten Tambon Non Thong,
- Na Yung (เทศบาลตำบลนายูง), bestehend aus dem gesamten Tambon Na Yung.

Es gibt außerdem zwei „Tambon Administrative Organizations“ (TAO, องค์การบริหารส่วนตำบล – Verwaltungs-Organisationen) für die Tambon im Landkreis, die zu keiner Stadt gehören.